# ویلیام ای. فریکر
ویلیام ای. فریکر (انگلیسی: William A. Fraker؛ ۲۹ سپتامبر ۱۹۲۳ – ۳۱ مهٔ ۲۰۱۰) کارگردان و فیلم‌بردار اهل ایالات متحده آمریکا بود.
از فیلم‌هایی که وی در آن‌ها نقش داشته است، می‌توان به مردی بی‌گناه اشاره نمود.